# Malegaon, Bidar
Malegaon là một làng thuộc tehsil Bidar, huyện Bidar, bang Karnataka, Ấn Độ.